# Рибицький Аркадій Олександрович
Аркадій Олександрович Рибицький (1867 — † після 1931) — полковник Армії УНР.
Народився у м. Кам'янець-Подільський. Закінчив Псковський кадетський корпус, Єлисаветградське кавалерійське училище (1887), вийшов корнетом до 34-го (згодом — 12-го) драгунського Стародубівського полку (Волочиськ). З 1910 р. — підполковник з переводом до 2-го лейб-драгунського Псковського полку (Сувалки), у складі якого брав участь у Першій світовій війні. З 1915 р. — полковник, командир полку. Останнє звання у російській армії — полковник. 28 листопада 1917 р. демобілізувався з російської армії та повернувся до Кам'янця-Подільського.
З 15 квітня 1918 р — член Подільської ремонтної комісії Армії УНР, згодом — Армії Української Держави. З 24 вересня 1918 р. — командир 13-го Стародубського кінно-козачого полку Армії Української Держави.
З 1 березня 1919 р — голова окремої Чернігівської ремонтної комісії Дієвої армії УНР. З 1 травня 1919 р. — голова Подільської ремонтної комісії Дієвої армії УНР.
З 1 травня 1920 р. — начальник головного управління ремонту (постачання) війська кінським складом. З 30 жовтня 1920 р. — булавний старшина для доручень при інспекторі кінноти Армії УНР. З 12 листопада 1920 р. — булавний старшина 1-го відділу Організаційного управління Генерального штабу УНР. У 1921 р. представлявся до звання генерал-хорунжого, але представлення було відхилене.
5 грудня 1923 р. повернувся в Україну, був призначений викладачем до Української кавалерійської школи ім. С. Будьоного у Зінов'євську (теперішній Кропивницький). У 1925 р. демобілізувався з РСЧА. Працював у Зінов'євську інструктором з коневодства.
16 жовтня 1930 р. був заарештований у справі «Весна» (т; зв. контрреволюційна змова колишніх офіцерів). 15 червня 1931 р. був засуджений до 5 років заслання у Казахстані.
Подальша доля невідома.